# Транспорт Вигурівщини-Троєщини
Тра́нспорт Вигурівщини-Троєщини забезпечує зв'язок житлового масиву Вигурівщина-Троєщина, села Троєщина з Лісовим масивом, майже всіма житловими масивами Дніпровського і Дарницького районів Києва, а також з правобережжям Києва.

## Загальна характеристика
Вигурівщина-Троєщина є однією з найбільш густонаселених місцевостей Києва. На Троєщині проживають понад 300 тис. мешканців, і при цьому транспортна проблема району — одна з найбільш актуальних. Через велику кількість пасажирів, поганий стан доріг, велику кількість заторів при виїзді з Троєщини, відсутність метрополітену, малу кількість рухомого складу на маршрутах району транспортна система знаходиться у вкрай поганому стані, і пасажири, які проживають на Троєщині, змушені щодня стикатися з цими проблемами.
Транспорт на Троєщині представлений численними маршрутами автобусів, тролейбусів, трамваїв, маршрутних таксі. Крім того, на Троєщині існує Лівобережна лінія Київського швидкісного трамвая, що з'єднує масив з міською електричкою, за декілька кілометрів від масиву знаходяться станції «Воскресенка» та «Райдужний», а також планується побудувати рейковий транспорт (метро, швидкісний трамвай чи легке метро).

## Троєщинський автобус
- Автобус № 6. Це є один із найдавніших маршрутів у Києві (відкритий у 1960 році), який з'єднував село Вигурівщину і Воскресенку. Згодом кінцеві зупинки кілька разів змінювалися, і сучасний маршрут утвердився у 2005 році. Автобус № 6 прямує від Дарницької площі по проспекту Леоніда Каденюка до станції метро «Чернігівська», далі по вулиці Братиславській до ринку «Троєщина», потім вулицями Рейгана, Бальзака потрапляє в село Троєщина неподалік від Свято-Троїцького собору. Далі автобус проїжджає крізь село по вулиці Радосинській, після чого їде вулицями Милославською, Лісківською та Радунською.
- Автобуси № 21 (відкритий у 1986 році) та 101 (відкритий у 1984 році). Забезпечують зв'язок Троєщини зі станцією метро «Почайна»: А21 — по вулицях Бальзака, Каштановій, А101 — по вулицях Милославській та Закревського. Маршрут пролягає через проспект Романа Шухевича, Північний міст і проспект Бандери.
- Автобус № 44. З'явився у 2022 році, сполучивши Троєщину і Березняки[8]. Їздить вулицями Милославською, Лісківською, Радунською, Рейгана, Оноре де Бальзака, проспектами Шухевича, Воскресенським, Алішера Навої, вулицею Князя Романа Мстиславича, Броварським проспектом, вулицями Євгена Сверстюка і Березняківською (до з.п. «Березняки»).
- Зі станцією метро «Героїв Дніпра» Троєщину з'єднує автобус № 73 (відкритий у 1995 році). Автобус № 73 рухається за маршрутом: вулиця Радунська (від Милославської) → вулиця Градинська → вулиця Бальзака (парна сторона) → проспект Шухевича → Північний міст → проспект Володимира Івасюка → вулиця Героїв полку «Азов» → Оболонський проспект (до станції метро «Героїв Дніпра»).
- Автобус № 79 їздить на Троєщину зі станції метро «Лісова» до вулиці Каштанової: Станція метро «Лісова» → вулиця Кубанської України→ Лісовий проспект → вулиця Братиславська → вулиця Рейгана → проспект Червоної Калини → вулиця Каштанова (у зворотному напрямку по вулицях Бальзака, Рейгана).
- Автобус № 114. Запущений у 2015 році[9]. З'єднує Троєщину з Подолом, центром міста і залізничним вокзалом через Рибальський острів та Гаванський міст за маршрутом: вулиця Милославська (від Радунської) → проспект Червоної Калини → проспект Романа Шухевича → Північний міст → вулиця Набережно-Рибальська → Гаванський міст → вулиця Набережно-Хрещатицька → Боричів узвіз → Володимирський узвіз → Хрещатик → Бульвар Тараса Шевченка → вулиця Петлюри → Київ-Пасажирський.
- Єдиний автобусний маршрут, що не виходить за межі Троєщини, — це маршрут автобуса № 98 (відкритий у 1983 році). Він сполучає вулиці Милославську і Бальзака з банкнотно-монетним двором і ТЕЦ-6, проходячи вулицями Лифаря і Пухівською.

### Міська електричка
Після введення в дію київської міської електричкидо троєщинських автобусів додався ще один маршрут:
- Автобус № 61: вулиця Радунська (від Милославської) → вулиця Градинська → вулиця Лифаря → вулиця Закревського → вулиця Рейгана → проспект Шухевича → вулиця Миколи Кибальчича → Воскресенський проспект → вулиця Івана Микитенка (у зворотному напрямку вулиця Стальського) → вулиця Райдужна → вулиця Марка Черемшини → Воскресенка (зупинний пункт).

## Троєщинський тролейбус
- Тролейбуси № 30 і 31. Тролейбус № 30 був відкритий 10 липня 1984 року, з'єднав станцію метро Почайна (тоді — «Петрівка») і вулицю Сабурова. Згодом кілька разів маршрут змінювали (продовжували до вулиць Данькевича, Цвєтаєвої та Милославської), а в 1997 році подовжили до залізничної станції Зеніт. Маршру з 1998 року до 2016 року: станція Зеніт → проспект Бандери → Північний міст → проспект Шухевича → проспект Червоної Калини (до вулиці Милославської)[10]. Тролейбус № 31 з'явився в 1986 році і сполучив вулицю Сабурова (нині Лифаря) з Індустріальним шляхопроводом. У 1992 році маршрут було скасовано. Потім під номером 31 їздили два інші маршрути за межами Троєщини. За сучасним маршрутом (до 2022 року) тролейбус поїхав у 2003 році[10]: від станції Зеніт до перехрестя проспекту Червоної Калини і вулиці Цвєтаєвої за маршрутом тролейбуса № 30, далі — по вулицях Цвєтаєвої, Лісківській, Радунській до Милославської. Згодом у 2016 році маршрут № 30 було подовжено до вулиці Кадетський гай[11] через вулиці Олени Теліги, Вадима Гетьмана, Чоколівський бульвар, Повітрофлотський проспект, вулиці Святослава Хороброго та Ернста. У 2022 році маршрут № 31 було подовжено до станції метро «Лук'янівська»[12] через вулиці Олени Теліги, Дорогожицьку та Юрія Іллєнка.
- Тролейбуси № 37, 37а забезпечують зв'язок станції метро «Лісова» з Троєщиною. Маршрути з'явились у 2002 році. Маршрут № 37 прямує за маршрутом: Станція метро «Лісова» → вулиця Кубанської України → Лісовий проспект → вулиця Братиславська → вулиця Рейгана → вулиця Радунська (до вулиці Милославської). Маршрут № 37а з'явився трохи пізніше за 37; він після вулиці Радунської повертав на вулицю Ліскіську, далі їхав вулицею Марини Цвєтаєвої і мав кінцеву біля перехрестя з проспектом Червоної Калини. На початку 2005 року цей маршрут було скасовано.[13] Тролейбус № 37а продовжив свою роботу з 28 січня 2011 року до «Поліклініки» за маршрутом: маршрут Тр37 → вулиця Лісківська → вулиця Цвєтаєвої → Поліклініка → вулиця Закревського → вулиця Данькевича → проспект Червоної Калини → Вулиця Олександри Екстер та далі у зворотному напрямку[14].
- Тролейбус № 47. З'явився у 2015 році[15]. З'єднує Троєщину (проспект Червоної Калини, проспект Шухевича) з Оболонню (проспект Володимира Івасюка, вулиця Левка Лук'яненка) та станцією метро «Мінська».
- Тролейбуси № 50, 50-к, (до 8 жовтня 2014 року — № 46 і 46-к) які з'явилися на заміну автобусу № 50 в серпні 2007 року.[16] Маршрут тролейбуса № 46 залишився таким самим, як і маршрут автобуса № 50: вулиця Милославська → проспект Червоної Калини → бульвар Перова → проспект Визволителів → вулиця Будівельників → Дарницька площа (з розворотом через площу і проспект Миру). Тролейбус № 46-к після проспекту Визволителів повертає на вулицю Малишка, звідки повертає на проїзд, де і має кінцеву "станція метро «Дарниця» (з розворотом через Броварський проспект). У 2016 році маршрути було подовжено: № 50-к — до маршруту № 50, до Дарницької площі, а № 50 — до Либідська через проспект Соборності, міст Патона та Бульвар Миколи Міхновського (Дружби народів)[17].

## Троєщинський трамвай
Трамвайні колії на Троєщині прокладено по вулицях Закревського і Милославській. Ними їздять трамваї № 28, 28Д 35, 33.
- Трамвай № 28 з'явився в 1986 році, його маршрут був аналогічний сучасному маршруту № 35.[18] В 1994 році маршрут було подовжено до вулиці Милославської.[19] Крім того, існував трамвай № 28-к (до вулиці Лифаря) та вже тоді трамвай № 33 було подовжено до вулиці Лифаря. З 2001 року трамвай № 28-к трамвай було перейменовано на трамвай № 35[20]; у такому вигляді маршрути існують і зараз. Маршрут трамвая № 28: Станція метро «Лісова» → вулиця Гетьмана Павла Полуботка → вулиця Миропільська → вулиця Остафія Дашкевича → вулиця Миколи Кибальчича → вулиця Миколи Закревського → вулиця Милославська (кінцева трамвая знаходиться в невизначеному місці, неподалік від перехрестя з вулицею Бальзака).
- Трамвай № 27 є подовженою версією маршруту № 28: маршрут № 28 → вулиця Гната Хоткевича → далі за маршрутом трамвая № 8 до станції метро «Позняки».
- Трамвай № 35 є скороченою версією трамвая № 28. Його кінцева — «вулиця Сержа Лифаря», в цілому маршрути ідентичні.
- Трамвай № 33 їде з масиву ДВРЗ, через Дарницьку площу до зупинки «вулиця Сержа Лифаря», аналогічно до трамвая № 35.

### Троєщинський швидкісний трамвай
Швидкісний трамвай існує на Троєщині з 2000 року, коли були введені в дію зупинки від станції ЛШТ «Романа Шухевича» до станції ЛШТ «Милославська» на маршруті № 2. Але через кілька місяців цей маршрут було перейменовано на трамвай № 2-к, а основний маршрут було подовжено за маршрутом трамвая № 28 до зупинки «вулиця Сабурова» (нині «Сержа Лифаря»). Лівобережний швидкісний трамвай тодішньої конфігурації мав дуже малий пасажиропотік, їздив вкрай рідко, тому 1 січня 2009 року його було скасовано. Проте, після кількох років занепаду трамвай було реконструйовано, подовжено на одну станцію «Троєщина-2» (нині – «Райдужний») до міської електрички та запущено знову 24 жовтня 2012 року. Нині Лівобережний швидкісний трамвай має таку конфігурацію маршрутів:
- Трамвай № 4 їде по вулиці Оноре Де Бальзака зі станції «Милославська» до станції «Романа Шухевича», а далі по самостійній трасі до кінцевої станції лінії «Райдужний». Маршрут курсує у будні дні лише в години «пік».
- Трамвай № 5 рухається на швидкісній ділянці аналогічно маршруту № 4, а після станції «Милославська» виїжджає на звичайну трамвайну лінію і їде по ній до зупинки «вулиця Сержа Лифаря».

## Троєщинське маршрутне таксі
На Вигурівщині-Троєщині є досить численна кількість маршрутних таксі, які з'єднують район з різними станціями метро Києва. Деякі маршрутні таксі забезпечують зв'язок з віддаленими місцевостями Києва (Червоний Хутір, Голосіїв тощо).
- Маршрутні таксі, що з'єднують Троєщину зі Святошинсько-Броварською лінією метрополітену:
  - Станція метро «Лісова»: 233 (через станцію метро «Чернігівська»), 325 (приміська, їде із Пухівки через Зазим'я, Погреби; по Троєщині: автотраса T-10-08 → вулиця Милославська → вулиця Радунська → вулиця Рейгана)
  - Станція метро «Чернігівська»: 416 (їде на Березняки, Русанівку, Деміївку, Голосіїв, Теремки), 434, 529 (їде в Соцмісто, Нову Дарницю, Червоний Хутір, Бортничі), 590 (їде до станції метро «Либідська»)
  - Станція метро «Дарниця»: 405 («7») (проспект Червоної Калини → вулиця Рейгана; кінцева біля універмагу «Дитячий світ»), 504 (вулиця Радунська → вулиця Лаврухіна → вулиця Лифаря → проспект Червоної Калини → Воскресенський проспект), 509, 511
  - Станція метро «Лівобережна»: 222 (проспект Червоної Калини до Лифаря), 580 (вулиці Милославська, Бальзака)
  -  Станція метро «Вокзальна»: 598 ? (за паспортом маршруту[23])
  - Станція метро «Шулявська»: 150 (вулиці Радунська, Градинська, Бальзака), 550 (проспект Червоної Калини)
- Маршрутні таксі, що з'єднують Троєщину з Оболонсько-Теремківською лінією метрополітену:
  - Станції метро «Героїв Дніпра» та «Мінська»: 485 (проспект Червоної Калини → проспект Володимира Івасюка → вулиця Левка Лук'яненка → Оболонський проспект)
  - Станція метро «Оболонь»: 180 (на Троєщині: вулиці Закревського, Рейгана, проспект Червоної Калини, вулиці Лифаря і Бальзака)
  - Станція метро «Почайна»: 150, 151 («101»: по вулиці Закревського), 192 (по проспекту Червоної Калини), 550, 598 (Вулиця Олександри Екстер → проспект Червоної Калини → вулиця Рейгана → вулиця Бальзака → вулиця Каштанова)
  - Станція метро «Либідська»: 590; 416 (без заїзду; зупиняється на зупинці 43Тр «Готель „Дружба“»)
  - Станції метро «Деміївська», «Голосіївська», «Виставковий центр», «Іподром», «Теремки»: 416
- Маршрутні таксі, що з'єднують Троєщину із Сирецько-Печерською лінією метрополітену:
  - Станція метро «Дорогожичі»: 150, 550, 598
  - Станція метро «Лук'янівська»: 598
  - Станція метро «Звіринецька»: 416, 590
  - Станція метро «Позняки»: 511
  - Станція метро «Бориспільська»: 529.

Найбільш протяжні маршрути мають: 416 (з'єднує Троєщину і Теремки), 529 маршрутка (з'єднує Троєщину і Бортничі), 590 (з'єднує Троєщину зі станцією метро «Либідська»), 550 (з'єднує Троєщину і Кадетський гай (Турецьке містечко), 180 (з'єднує Троєщину і Виноградар).

## Ліквідований транспорт

### Троєщинський експрес
Три з чотирьох експрес-маршрутів, які існували в Києві, пролягали у Вигуровщині-Троєщині. Маршрути 46ТР і 37ТР дублювали відповідні тролейбусні маршрути: 46Тр і 37Тр, а 58Е був додатковим автобусом, значно довшим за інші автобуси Троєщини.
- Найпершим виник автобус № 58Е. Він був скороченим варіантом маршрутного таксі № 550 і мав спільну з ним кінцеву «вулиця Сабурова» (550 було подовжено лише в 2010 році). Крім цього, було ще дві зупинки на Троєщині — «Універсам» («Фестивальний», «ТЦ „Край“») та «Мікрорайон № 3» («ЕКОмаркет»). Цей автобус з'єднував Троєщину зі станціями метро «Почайна» та «Дорогожичі».
- У травні 2008 року було започатковано автобус № 46ТР. Він дублював тролейбус № 46 і з'єднував Троєщину зі станцією метро «Дарниця» та Дарницькою площею. Поза Вигурівщиною-Троєщиною цей маршрут мав лише одну зупинку — «Авторинок». На Троєщині зупинявся на шістьох зупинках.
- В серпні 2008 року було започатковано автобус № 37ТР. Він дублював тролейбус № 37 і з'єднував Вигурівщину-Троєщину зі станцією метро «Лісова». Не мав жодної зупинки поза Троєщиною, наступною після «станції метро „Лісова“» була зупинка «вулиця Закревського». Цей маршрут було скасовано в березні 2011 року.

## Будівництво рейкового транспорту на Троєщині
Будівництво лінії метро на Троєщину є досить популярною темою у ЗМІ, коли підіймається питання розвитку Києва та проблем Вигурівщини-Троєщини. Питання рейкового транспорту на Троєщині є одним із головних при обіцянках київської адміністрації киянам. Про започаткування Подільсько-Вигурівської лінії є згадка вже в Генеральному плані розвитку Києва 1986 року.

### Історія
Перш ніж будувати метро на Троєщину, необхідно було побудувати новий міст через Дніпро. Цей міст почали будувати у 1993 і досі не завершили. Побудувати метро на Троєщину обіцяли різні представники влади: Олександр Омельченко, Леонід Черновецьций (у 2007, потім — у 2010 чи 2011 році), Олександр Попов, Микола Азаров і Віталій Клично (обіцяв добудувати метро до 2019 року). Згодом, у 2016 році плани було призупинено, а за три роки планували побудувати лише міст. У 2019 Клично заявив про можливість будівництва лінії метро протягом 4-5 років за умови наявності фінансування та відкриття мосту. Однак станом на 2022 міст так і не введений в експлуатацію.

### Перспективи
У 2020 році Київгенплан оприлюднив новий проєкт розвитку нової лінії (Подільсько-Вигурівської) метро: п'ять перших нових станцій — протягом 5-7 років, станції безпосередньо на Троєщину — до 2040 року, п'ять останніх — у 2060-70-х роках. У 2021 році заступник міністра фінансів України Олександр Кава розповів, що перші станції можуть бути відкриті вже у 2024 році, і три станції вже побудовані в конструкції Подільсько-Воскресенського мосту. Крім того, протягом декількох років (2019—2021) розглядались також альтернативні варіанти, зокрема швидкісний трамвай або легке метро (зокрема завдяки додатковій добудові до Північного мосту), однак втілення цих планів не розпочалося.
На першому етапі планується добудувати відрізок від станції «Глибочицька» до станції «Райдужна» (всього шість станцій). Станом на 2023 рік естакада на Подільсько-Воскресенському мості для метро вже готова. Також розглядається можливість відкриття правобережної та лівобережної частин окремо. Назвати конкретні строки завершення будівництва станом на квітень 2023 року неможливо. 